# Campionat del Món de motocròs 1991
La temporada de 1991 del Campionat del Món de motocròs fou la 35a edició d'aquest campionat, organitzat per la FIM. El calendari oficial constava de 12 Grans Premis, celebrats entre el 14 d'abril i el 25 d'agost. El segon Gran Premi de la temporada, el d'Àustria -programat el 21 d'abril-, fou finalment anul·lat. Cal dir que aquella temporada se celebrà per primera vegada al mundial, amb motiu del GP del Japó a Suzuka, un "Doble Gran Premi" (és a dir, un Gran Premi amb curses de dues categories: 125 i 250cc). A Europa, la innovació s'hi introduí el 1995, concretament al GP de Gran Bretanya, a Foxhill.
La temporada de 1991, Stefan Everts aconseguí el primer dels seus 10 títols mundials (a 18 anys, essent el campió més jove de la història), que el situen com al pilot que més n'ha guanyat en la història d'aquest esport. És també el pilot que més Grans Premis ha guanyat mai (concretament, 101).

## Sistema de puntuació
Barem de puntuació del 1984 al 2000:
| Posició | 1  | 2  | 3  | 4  | 5  | 6  | 7 | 8 | 9 | 10 | 11 | 12 | 13 | 14 | 15 |
| Punts   | 20 | 17 | 15 | 13 | 11 | 10 | 9 | 8 | 7 | 6  | 5  | 4  | 3  | 2  | 1  |

## 500 cc

### Grans Premis
| Ronda | Data         | Gran Premi                    | Lloc               | Guanyador         |
| ----- | ------------ | ----------------------------- | ------------------ | ----------------- |
| 1     | 14 d'abril   | Gran Premi de Suïssa          | Payerne            | Kurt Nicoll       |
| 2     | 28 d'abril   | Gran Premi de Finlàndia       | Ruskeasanta        | Jacky Martens     |
| 3     | 5 de maig    | Gran Premi de Suècia          | Vissefjärda        | Kurt Nicoll       |
| 4     | 12 de maig   | Gran Premi de França          | Castelnau-de-Lévis | Paul Malin        |
| 5     | 2 de juny    | Gran Premi dels Països Baixos | Norg               | Jacky Martens     |
| 6     | 30 de juny   | Gran Premi d'Itàlia           | Esanatoglia        | Georges Jobé      |
| 7     | 7 de juliol  | Gran Premi de Gran Bretanya   | Hawkstone Park     | Dirk Geukens      |
| 8     | 21 de juliol | Gran Premi d'Alemanya         | Reutlingen         | Dave Thorpe       |
| 9     | 4 d'agost    | Gran Premi de Bèlgica         | Namur              | Jacky Martens     |
| 10    | 11 d'agost   | Gran Premi de Luxemburg       | Folkendange        | Dave Thorpe       |
| 11    | 25 d'agost   | Gran Premi dels Estats Units  | Glen Helen         | Jean-Michel Bayle |

### Classificació final
| Posició | Pilot           | Motocicleta | Punts |
| ------- | --------------- | ----------- | ----- |
| 1       | Georges Jobé    | Honda       | 296   |
| 2       | Jacky Martens   | KTM         | 223   |
| 3       | Dirk Geukens    | Honda       | 181   |
| 4       | Paul Malin      | Kawasaki    | 175   |
| 5       | Billy Liles     | Kawasaki    | 175   |
| 6       | Jo Martens      | Honda       | 145   |
| 7       | Dave Thorpe     | Kawasaki    | 144   |
| 8       | Kurt Ljungqvist | Honda       | 138   |
| 9       | Kurt Nicoll     | KTM         | 132   |
| 10      | Arto Pantilla   | Honda       | 130   |

## 250 cc

### Grans Premis
| Ronda | Data         | Gran Premi                    | Lloc           | Guanyador        |
| ----- | ------------ | ----------------------------- | -------------- | ---------------- |
| 1     | 7 d'abril    | Gran Premi dels Països Baixos | Mill           | Marnicq Bervoets |
| 2     | 28 d'abril   | Gran Premi de Txecoslovàquia  | Dalečín        | Alessandro Puzar |
| 3     | 5 de maig    | Gran Premi d'Àustria          | Schwanenstadt  | Trampas Parker   |
| 4     | 12 de maig   | Gran Premi d'Itàlia           | Màntua         | Trampas Parker   |
| 5     | 26 de maig   | Gran Premi de Finlàndia       | Hyvinkää       | Pekka Vehkonen   |
| 6     | 16 de juny   | Gran Premi de San Marino      | Borgo Maggiore | Mike Healey      |
| 7     | 23 de juny   | Gran Premi de França          | Arbis          | Alessandro Puzar |
| 8     | 30 de juny   | Gran Premi de Bèlgica         | Nismes         | Peter Johansson  |
| 9     | 14 de juliol | Gran Premi dels Estats Units  | Unadilla       | Jeff Stanton     |
| 10    | 4 d'agost    | Gran Premi de Suècia          | Motala         | Pekka Vehkonen   |
| 11    | 18 d'agost   | Gran Premi del Japó           | Suzuka         | Jeff Stanton     |

### Classificació final
| Posició | Pilot            | Motocicleta | Punts |
| ------- | ---------------- | ----------- | ----- |
| 1       | Trampas Parker   | Honda       | 242   |
| 2       | Mike Healey      | KTM         | 238   |
| 3       | Alessandro Puzar | Suzuki      | 232   |
| 4       | Peter Johansson  | Yamaha      | 195   |
| 5       | Marnicq Bervoets | Kawasaki    | 193   |
| 6       | Pekka Vehkonen   | Yamaha      | 186   |
| 7       | Dave Strijbos    | Suzuki      | 181   |
| 8       | Edwin Evertsen   | Kawasaki    | 137   |
| 9       | Teus Visser      | Kawasaki    | 110   |
| 10      | Michele Fanton   | Honda       | 109   |

## 125 cc

### Grans Premis
| Ronda | Data         | Gran Premi                    | Lloc             | Guanyador       |
| ----- | ------------ | ----------------------------- | ---------------- | --------------- |
| 1     | 21 d'abril   | Gran Premi d'Itàlia           | Arco             | Donny Schmit    |
| 2     | 28 d'abril   | Gran Premi de França          | Sainte-Radégonde | Donny Schmit    |
| 3     | 12 de maig   | Gran Premi dels Països Baixos | Markelo          | Donny Schmit    |
| 4     | 26 de maig   | Gran Premi d'Hongria          | Kaposvár         | Stefan Everts   |
| 5     | 2 de juny    | Gran Premi de Suïssa          | Roggenburg       | Stefan Everts   |
| 6     | 9 de juny    | Gran Premi de Bèlgica         | Genk             | Stefan Everts   |
| 7     | 23 de juny   | Gran Premi de Gran Bretanya   | Hatherton        | Bob Moore       |
| 8     | 29 de juny   | Gran Premi d'Irlanda          | Killinchy        | Bob Moore       |
| 9     | 14 de juliol | Gran Premi de Guatemala       | Amatitlán        | Stefan Everts   |
| 10    | 21 de juliol | Gran Premi del Brasil         | Campos do Jordão | Stefan Everts   |
| 11    | 4 d'agost    | Gran Premi d'Alemanya         | Reil             | Pit Beirer      |
| 12    | 18 d'agost   | Gran Premi del Japó           | Suzuka           | Mike Kiedrowski |

### Classificació final
| Posició | Pilot             | Motocicleta | Punts |
| ------- | ----------------- | ----------- | ----- |
| 1       | Stefan Everts     | Suzuki      | 377   |
| 2       | Bob Moore         | KTM         | 368   |
| 3       | Pedro Tragter     | Suzuki      | 259   |
| 4       | Yves Demaria      | Suzuki      | 198   |
| 5       | Andrea Bartolini  | Suzuki      | 172   |
| 6       | Marcel Van Drunen | Honda       | 163   |
| 7       | Willy Surrat      | Honda       | 158   |
| 8       | Donny Schmit      | Suzuki      | 155   |
| 9       | Pit Beirer        | Suzuki      | 155   |
| 10      | Greg Albertyn     | Honda       | 155   |

## Resum: Podi final 1991
|           | 500 cc        | 500 cc | 250 cc           | 250 cc | 125 cc        | 125 cc |
| Campió    | Georges Jobé  | Honda  | Trampas Parker   | Honda  | Stefan Everts | Suzuki |
| Subcampió | Jacky Martens | KTM    | Mike Healy       | KTM    | Bobby Moore   | KTM    |
| Tercer    | Dirk Geukens  | Honda  | Alessandro Puzar | Suzuki | Pedro Tragter | Suzuki |